# Radiômetro de Crookes

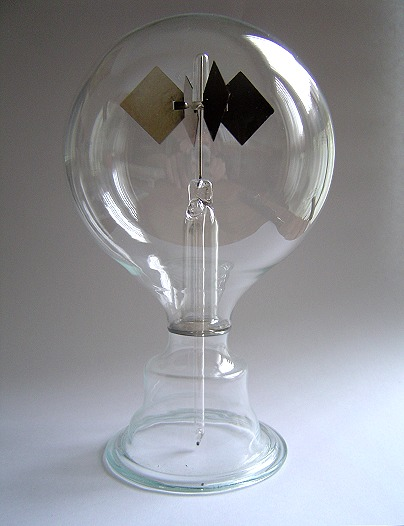
Um radiômetro de Crookes.

O Radiômetro de Crookes (português brasileiro) ou Radiómetro de Crookes (português europeu), também conhecido como light mill (moinho de luz, numa tradução literal) ou solar engine (motor solar, numa tradução literal), consiste de um vidro vedado contendo vácuo parcial. Dentro do vidro hermeticamente selado, há uma série de hélices que são montadas em um eixo. As hélices rodam quando expostas à luz. A explicação da rotação já foi amplamente debatida no meio científico.
Foi inventado em 1873 pelo químico Sir William Crookes como subproduto de outras pesquisas na área de química. Durante um trabalho de química quantitativa muito preciso, ele pesava amostras numa câmara com vácuo parcial para reduzir os efeitos das correntes de ar, e percebeu que os pesos eram alterados quando a luz solar incidia na balança. Investigando este efeito, ele criou o dispositivo que levou seu nome. Ainda é fabricado e vendido nos dias de hoje como um item curioso.

## Descrição geral

O radiômetro é feito de um bulbo de vidro hermeticamente fechado do qual é removido a maior parte do ar, formando vácuo parcial. Dentro do bulbo, em um eixo de pouco atrito, está um rotor com várias (normalmente quatro) levíssimas hélices de metal igualmente espaçadas ao redor do eixo. As hélices são polidas ou brancas de um lado e pretas do outro. Quando expostas à luz solar, luz artificial ou radiação infravermelha (até mesmo o calor de uma mão nas proximidades pode ser o suficiente), as hélices giram sem força motriz aparente, com os lados claros avançando para a fonte de radiação. O resfriamento do radiômetro causa rotação em sentido contrário.
O efeito começa a ser perceptível em pressões de vácuo parcial da ordem de poucos milímetros de mercúrio (torr), atinge um pico ao redor de 10-2 torr e desaparece quando o vácuo atinge 10-6 torr (veja a nota 1). Nesses vácuos extremos, o efeito da pressão de radiação do fóton nas hélices pode ser percebido em aparelhos muito sensíveis (ver Radiômetro de Nichols), mas este efeito é insuficiente para causar rotação.
Apesar de possuir o elemento lingüístico "-metro" no título, um radiômetro não pode ser utilizado, por si só, para obter nenhuma medida. Um instrumento que meça a sua rotação pode, no entanto, ser obtido usando um disco girante, que funciona como um estroboscópio simples. A luz de um estroboscópio óptico alteraria a medida.
Radiômetros de Crookes são vendidos usualmente ao redor do mundo como um ornamento doméstico, sem necessidade de pilhas, funcionando apenas com luz, sendo que luz forte é capaz de fazê-lo girar rapidamente. Há várias formas de radiômetros e também são freqüentemente vistos em museus científicos para ilustrar a energia da luz e do calor.

## Explicação termodinâmica

Um radiômetro de Crookes em movimento

### Movimento por fonte de radiação externa
Para que qualquer máquina térmica funcione, deve haver uma diferença de temperatura. Neste caso, o lado escuro da hélice é mais quente que o outro lado, uma vez que a energia radiante da fonte de luz aquece o lado negro por absorção do corpo negro mais rapidamente que o lado metálico ou branco. As moléculas internas de ar são "aquecidas" (apresentam um aumento de velocidade) quando tocam o lado escuro da hélice. Os detalhes de como exatamente isso move o lado negro da hélice para frente são dados na seção abaixo, Explicações para a força nas hélices.
A temperatura interna aumenta conforme o lado negro das hélices fornece calor para as moléculas do vácuo parcial, mas elas são resfriadas novamente quando atingem a superfície de vidro, que está à temperatura ambiente. A perda de calor através do vidro mantém a temperatura interna controlada, de modo que os dois lados da hélice podem manter uma diferença de temperatura. O lado branco ou metálico das hélices é levemente mais quente que o ar interno, porém mais frio que os lados negros das hélices, pois uma parte de calor é conduzida através da hélice do lado negro. Os dois lados de cada hélice devem permanecer termicamente isolados até certo grau para que o lado metálico ou branco não atinja a temperatura do lado negro imediatamente. Se as hélices são feitas de metal, a própria tinta branca ou negra pode servir como isolante. O vidro permanece muito mais perto da temperatura ambiente que o lado negro das hélices. A maior pressão externa de ar facilita a remoção do calor do vidro.
Um vácuo completo dentro do bulbo não causa movimento porque não há moléculas de ar suficientes para causar correntes de ar que movimentem as hélices e transfiram o calor para o exterior antes que os dois lados de cada hélice atinjam o equilíbrio térmico através de condução pelo material da hélice. Pressões interiores maiores não causam movimento porque as diferenças de temperatura não são suficientes para mover a maior concentração de ar: haveria então muita resistência atmosférica para a ocorrência das correntes de ar. O leve movimento do ar causado pela diferença de temperatura é bloqueado pela maior pressão antes que o efeito se espalhe para o outro lado.

### Movimento sem fonte externa de radiação
Quando o radiômetro é aquecido na ausência de uma fonte de luz, ele gira para frente (ou seja, com o lado negro avançando). Você pode colocar suas mãos próximas, porém sem tocar o vido e ele ainda virará vagarosamente, ou quase nada, mas, se você tocar o vidro para aquecê-lo mais rapidamente, ele girará mais perceptivelmente. O vidro, aquecido diretamente, fornece radiação infravermelha o suficiente para virar as hélices, mas, se as mãos não tocam o vidro, ele bloqueia boa parte das radiações infravermelhas largas. As radiações infravermelhas curtas e a luz visível penetram no vidro mais facilmente.
Se você resfriar o vidro rapidamente na ausência de uma fonte de luz forte colocando gelo no vidro, ele gira para trás (ou seja, com o lado branco / metálico avançando). Isso demonstra a radiação do corpo negro a partir dos lados escuros das hélices, ao invés da absorção do corpo negro. Ele gira para trás porque o lado negro emite mais calor e se resfria mais rapidamente do que o outro lado.
A rotação dura apenas enquanto a temperatura do vidro cresce ou decresce rápido o suficiente para superar o atrito no eixo e mais rapidamente que a condução térmica através das hélices, que causa o equilíbrio térmico dos dois lados de cada hélice.

## Explicações para a força nas hélices
Através dos anos, houve várias tentativas de explicar como funciona um Radiômetro de Crookes:
1. Crookes sugeriu, incorretamente, que a força era devida à pressão da luz.[2] Essa teoria era originalmente apoiada por James Clerk Maxwell, que havia previsto essa força. Essa explicação ainda é vista freqüentemente em panfletos que acompanham o aparelho. O primeiro experimento que derrubou essa teoria foi o de Arthut Schuster em 1876, que observou que havia uma força no bulbo de vidro do radiômetro de Crookes que era na direção contrária à de rotação das hélices. Isso mostrou que a força movendo as hélices era gerada dentro do radiômetro. Se a pressão da luz era a causa da rotação, então, quanto melhor o vácuo no bulbo, menor a resistência do ar ao movimento, e mais rápido as hélices girariam. Em 1901, com uma bomba de vácuo melhor, Pyotr Lebedev mostrou que, na verdade, o radiômetro só funciona quando há gás em baixa pressão no bulbo, e as hélices permanecem sem movimento em vácuos melhores. Finalmente, se a pressão da luz fosse a força motriz, o radiômetro giraria no sentido contrário, já que os fótons refletidos no lado claro depositariam mais momentum que no lado escuro, onde os fótons são absorvidos. A verdadeira pressão exercida pela luz, apesar de existente (e pode ser medida com aparelhos como o radiômetro de Nichols), é muito pequena para mover as hélices.
2. Outra teoria incorreta era que o calor no lado escuro causava a emissão de gases do material, o que gerava o movimento. Esta teoria foi derrubada tanto pelos experimentos de Schuster quando pelos de Lebedev.
3. Uma explicação parcial é que as moléculas de gás que atingem o lado mais quente da hélice vão absorver parte do calor, ou seja, vão sair da hélice com um acréscimo de velocidade. Esse acréscimo de velocidade significa um acréscimo de pressão exercida sobre a hélice. O resultado desse efeito entre o lado escuro, mais quente, e o lado claro, mais frio, é uma pressão equivalente a um empurrão no lado escuro e, como resultado, as hélices giram, com o lado escuro avançando. O problema com essa ideia é que as moléculas que se movem mais rapidamente produzem mais força, mas também são mais eficazes em diminuir a velocidade de outras moléculas e impedir que elas atinjam as hélices; logo, a força deveria ser a mesma - a temperatura maior causa um decréscimo na densidade local que resulta na mesma força dos dois lados. Anos depois que essa explicação tinha sido descartada, Albert Einstein mostrou que as duas pressões não se cancelam exatamente nas extremidades nas hélices por causa da diferença de temperatura. A força predita por Einstein seria suficiente para mover as hélices, mas não rápido o suficiente.
4. A última peça do quebra-cabeças, transpiração térmica, foi teorizada por Osborne Reynolds, mas publicada apenas por James Clerk Maxwell no seu último artigo antes de sua morte em 1879. Reynolds descobriu que, se um prato poroso é mantido mais quente de um lado que do outro, as interações entre as moléculas de gás e o prato são tais que o gás fluirá através dos poros do lado mais frio para o lado mais quente. As hélices de um radiômetro de Crookes típico não são porosas, mas o espaço entre suas extremidades age como os poros do prato de Reynolds. Em média, as moléculas movem-se do lado frio para o lado quente quando a razão da pressão é menor que a raiz quadrada da razão da temperatura absoluta. A diferença de pressão causa o movimento da hélice com o lado frio (branco) para frente.

Ambas as explicações, de Einstein e de Reynolds, parecem causar o movimento do radiômetro de Crookes, apesar de não estar claro qual das duas é predominante.